# Herbert Schack
Herbert Eugen Alfred Schack (* 28. Oktober 1893 in Eisenberg, Ostpreußen; † 15. Februar 1982 in Berlin) war ein deutscher Wirtschaftswissenschaftler.

## Leben
Schack war Sohn des evangelischen Pfarrers Albert Schack. Er hatte fünf Geschwister, darunter Alfred Schack. 1914 legte er am Gymnasium zu Braunsberg das Abitur ab. Hernach studierte er für ein Semester Theologie und Philosophie an der Albertus-Universität Königsberg. Bei Ausbruch des Ersten Weltkrieges trat er als Freiwilliger ins Fußartillerie-Regiment 1 ein und kam Anfang Januar 1915 ins Feld. Aus selbigem trat er 1918 als Leutnant. Seit Ostern 1918 studierte Schack in Königsberg Philologie, Philosophie, Rechtswissenschaft und Volkswirtschaftslehre. Er war Mitglied der Burschenschaft Arminia IV im Allgemeinen Deutschen Burschenbund, die 1927 zur Landsmannschaft wurde. 1920 promovierte er bei Albert Goedeckemeyer zum Dr. phil. und 1922 zum Dr. rer. pol.
Seit 1923 war er planmäßiger Assistent am Staatswissenschaftlichen Seminar der Albertina. 1924 habilitiert, wurde er 1926 von der Handelshochschule Königsberg auf den Lehrstuhl für Volkswirtschaftslehre berufen. Nachdem ihn die Nationalsozialisten 1933 aus dem Amt gedrängt hatten, arbeitete er im Bank- und Versicherungswesen und für das Bildungswerk des Christlichen Vereins Junger Männer. In der Nachkriegszeit war er von 1946 bis 1948 im
Statistischen Zentralamt Berlin beschäftigt. Nach Gründung der 
Freien Universität Berlin erhielt er einen Lehrauftrag für Wirtschaftskunde und Wirtschaftsphilosophie. Dort lehrte er für viele Jahre und profilierte sich als Marxismus-Kritiker. Schack wurde 1932 von der Universität Dorpat der Dr. rer. oec. h. c. verliehen.

## Schriften (Auswahl)
- Selbsterkenntnis – Gotteserkenntnis – Warum Christentum? Dörffling u. Franke, Leipzig 1936
- Denker und Deuter. Männer vor der deutschen Wende. Alfred Kröner Verlag 1938
- Mensch und Arbeit – vom Wesen deutscher Wirtschaft. Berlin 1941
- Die Revision des Marxismus-Leninismus. Duncker & Humblot, Berlin 1959, 1965
- Wirtschaftsleben und Wirtschaftsgestaltung. Duncker & Humblot, Berlin 1963, ISBN 9783428012831
- Marx Mao Neomarxismus – Wandlungen einer Ideologie. 1969
- Grenzfragen der Wirtschafts- und Sozialwissenschaften. Gesammelte Aufsätze. Duncker & Humblot, Berlin 1973, ISBN 978-3428030101
- Die Grundlagen der Wirtschafts- und Sozialphilosophie. Duncker & Humblot, Berlin 1978, ISBN 978-3428041930
- »Volksbefreiung« – Sozialrevolutionäre Ideologien der Gegenwart. Athenaion 1982, ISBN 978-3799700863